# South Australia International
Die South Australia International sind offene australische internationale Meisterschaften im Badminton. Austragungsort der Titelkämpfe ist der australische Bundesstaat South Australia. Bei den dokumentierten Austragungen 1996 und 1998 konnten Punkte für die Weltrangliste und Preisgeld erspielt werden.

## Die Sieger
| Jahr      | Herreneinzel      | Dameneinzel       | Herrendoppel                 | Damendoppel                | Mixed                           |
| --------- | ----------------- | ----------------- | ---------------------------- | -------------------------- | ------------------------------- |
| 1995      | Paul Stevenson    | Lisa Campbell     | Peter Blackburn Paul Staight | Rhonda Cator Amanda Hardy  | Paul Stevenson Amanda Hardy     |
| 1996      | Chris Thirlwell   | Rayoni Head       | David Draper Meng Ling       | Jenny Gibson Lynda Graves  | David Draper Jenny Gibson       |
| 1998      | Nick Hall         | Amanda Carter     | Murray Hocking Mark Nichols  | Rhonda Cator Amanda Hardy  | Peter Blackburn Rhonda Cator    |
| 1999 2017 | nicht ausgetragen | nicht ausgetragen | nicht ausgetragen            | nicht ausgetragen          | nicht ausgetragen               |
| 2018      | Yu Igarashi       | Natsuki Oie       | Akira Koga Taichi Saito      | Erina Honda Nozomi Shimizu | Terry Hee Citra Putri Sari Dewi |
| 2019      | Ng Tze Yong       | Natsuki Nidaira   | Kim Duk-young Kim Sa-rang    | Kie Nakanishi Rin Iwanaga  | Joshua Hurlburt-Yu Josephine Wu |
| 2020 2024 | nicht ausgetragen | nicht ausgetragen | nicht ausgetragen            | nicht ausgetragen          | nicht ausgetragen               |